# クレリック (ダンジョンズ&ドラゴンズ)
クレリックは、ファンタジー・ロールプレイングゲーム『ダンジョンズ&ドラゴンズ』（D&D）に登場するキャラクタークラスの一つ。
クレリックは信仰のために戦う存在であり、様々な神への信仰に由来する「信仰魔法」の使い手でもある。クレリックは通常、自身が信仰する神と一致する「信仰の領域」に属する。戦闘能力に加え、回復や治癒を行うヒーラーでもあり、アンデッド退散の力も持つが、これはクレリックの属性（アライメント）による。D&D最初期から存在するクラスの一つであり、全ての版で1度も名称が変更されていない唯一のクラスでもある。

## 歴史

### Original Dungeons & Dragons
「クレリック」は、Original Dungeons & Dragons』で初登場した。OD&Dでは、「このクラスは他の2つのクラス（「ファイティング・マン」「マジック・ユーザー」）の利点を併せ持ち、魔法の鎧と刃のない魔法の武器（矢は不可）、そして独自の呪文をいくつか使用できる。さらに、ファイティング・マンよりも多くの魔法のアイテムを使用できる。」と説明されている。OD&Dのルールブックで見られる簡潔な記述の典型で、クレリックについてはそれ以上の記述は無い。それ以降には、要塞を建築する際に獲得できる従者にターコポール型の弓騎兵が含まれており、後にレン・ラコフカが語るように十字軍からの着想がすでに見られる。
クレリックというクラスは、 B級ホラー映画「ハマー・ホラー」に登場する、ヴァンパイアハンターの聖職者を模倣したものとして始まり、「Sir Fang」と呼ばれるヴァンパイアのプレイヤー。キャラクターに対抗するために特別に作られた。「クレリックがアンデッドを撃退するというルーツは、ドラキュラである。ドラキュラは『アンデッド』という一般的な用語を生み出し、十字架（聖印）を示すことで吸血鬼を追い払う、ヴァンパイアハンターの能力を確立した。」
ゲイリー・ガイギャックスは、『バイユーのタペストリー』の一般的な解釈に影響されて武器の種類に制限を加えた。この解釈では、バイユーのオドがメイスを手に描かれているが、これは時に槍と「アルマス」と呼ばれる剣の両方を扱う、『ローランの歌』で有名なテュルパン大司教と 混同される。「パラディン」のキャラクター・クラスが『Supplement I: Greyhawk』(1975)で導入された時、クレリックと混同される可能性が生じた。この違いを理解する最も明確な方法は、それがテュルパン大司教とローランのどちらををモデルとしているかを思い描くことである。

### Dungeons & Dragons Basic set
『D&D Basic set』では、「クレリック」はキャラクタークラスとして使用できた。

### Advanced Dungeons & Dragons第1版
「クレリック」は、『Advanced Dungeons & Dragons』の『プレイヤーズ・ハンドブック（『PHB』）』で使用できる5つのコア・クラスの1つだった。クレリックのヒット・ダイスはd8に上昇し、1レベルキャラクター時点で1つの呪文を使用でき、判断力でクレリック呪文にボーナスが与えられるようになったが、判断力が低いと呪文が失敗する可能性がある。
専門的なクレリックやクレリック呪文と「スフィアー（sphere）」との関係は、『Dragonlance Adventures』（1987）で初めて導入された。

### Advanced Dungeons & Dragons第2版
「クレリック」は「プリースト」グループの一つとして、第2版『PHB』で使用可能な標準クラスの1つである。AD&D第2版『PHB』によると、クレリックというクラスはドイツ騎士団、テンプル騎士団、ホスピタル騎士団といった中世ヨーロッパの宗教騎士団に似ており、軍事訓練と宗教修養を、保護と奉仕の規範と合わせたものである。『ローランの歌』のテュルパン大司教は、そのようなクレリックの一例である。『The Complete Priest's Handbook』では、プリースト・キャラクターと宗教について詳しく説明されている。
AD&D第2版のクレリックは、特定の神や宗教の司祭になることができる。キャラクターは選択した神や宗教のスフィアー（戦争、創造、治癒、生命、太陽、天候など）、信仰する神の教義（専制、死、生命など）、パワー（demi、lesser、 intermediate、greater power）、属性（秩序にして善、混沌にして悪など）などに由来する能力や力を得ることができる。
後に『Spells & Magic』や『Faiths & Avatars』で、「Crusader」「Monk」「Mystic」「Shaman」といった、様々なタイプのクレリックが登場している。

#### 呪文
クレリックの教義は、クレリックが使用できる呪文の種類に関わる。神格の教義に密接に関連する呪文については、より広範なアクセス（スフィアーの全ての呪文、ただしそれを発動するのに十分なパワーかレベルが条件）が可能で、部分的に神格の教義の範囲内にある呪文については、部分的なアクセス（3レベル以下の呪文）が可能で、神格の教義外の呪文にはアクセスできない。
神格の力は、クレリックに授けることができる呪文の上限を定義する。デミゴッドは最大4レベルの呪文を授けることができ、上級神格は最大7レベルの呪文を授けることができる。
例えば、治癒の上級神格は、治癒のスフィアーにおける全てのレベルの呪文、予言の呪文への部分アクセス、そして戦争の呪文など、治癒の教義に反する呪文を付与しないなどができる。

#### 武器と防具
血を流すことを嫌うクレリックは、教義や神話によって他の武器の使用が認められていない限り、鈍器や殴打用の武器しか使用できない。彼らは戦闘と霊的作業のために訓練されているため、あらゆる鎧や盾を使用することができる。

### Dungeons & Dragons第3版
『D&D第3版』（および『3.5版』）では、クレリックは神格または属性概念（パトロン）のいずれかを選択し、それに身を捧げる。クレリックの属性はパトロンの属性から1段階以内である必要がある。注目すべき点として、クレリックは特定の神格を崇拝する必要はなく、宗教を持つ必要もなく、哲学や、大義や生き方への個人的な献身から力を引き出すことができるとされている。
第3版における信仰呪文の使用は「判断力」に依存しており、クレリックが使用できる最高呪文レベルが制限される。クレリックにとって有用な能力としては、他に「魅力」（アンデッド退散／威伏と外交判定を強化）、「耐久力」（防御呪文のための集中と、ヒット・ポイントの増加による近接攻撃能力補助）などがある。

#### 領域
クレリックはキャリアの初期に、パトロンに関連付けられた2つの力（「領域」と呼ばれる）を、特定の訓練、信仰、そして教義の焦点として選択しなければならない。これにより、クレリックはより一般的なクレリック呪文に加えて、それらの領域の呪文リストから毎日領域呪文を準備することができる。
各領域には、それぞれ固有のセットパワーが関連付けられている。例えば、「力」の領域では、クレリックは1日に1ラウンド、クレリックレベルに等しい数値だけ筋力を高めることができ、「治癒」の領域では、クレリックは治癒呪文をより巧みに詠唱できるようになる。その他にも多くの領域がある。

#### 呪文の任意発動
クレリックは他の呪文の使い手と異なり、準備していない治癒呪文（悪属性のクレリックの場合は加害呪文）を同レベルの呪文の代わりに使用できる。例えば、善属性のクレリックは準備済みの（領域呪文ではない）呪文を同レベルの治癒呪文に変換できる。悪属性のクレリックも同様のことができるが、準備済みの呪文を同様のダメージを与えるインフリクト呪文に変換しなければならない。中立属性のクレリックは1レベルでどちらかの呪文変換を選択しなければならず、これはその後永続する。
この選択は、クレリックのアンデッドを退ける（追い払うか、恐怖で怯えさせる）能力、アンデッドを破壊する、または威伏する（畏怖で怯えさせる）能力、およびアンデッドに命令する能力にも影響する。
- 治癒呪文を任意発動するクレリックは正のエネルギーを導き、それによってアンデッドを倒したり破壊したりする。
- インフリクト呪文を任意発動するクレリックは負のエネルギーを導き、それによってアンデッドを威伏（または命令）する。

呪文の任意発動により、クレリックは冒険でしばしば要求されるような、安定した治癒（またはダメージ）役として機能するようになるが、直接的な力の全てが必要ない場合に備えて、様々な呪文を準備することもできる。

#### 武器
クレリックはもはや鈍器に限定されない。彼らはあらゆる単純武器に習熟しており、選択した領域や特技によっては他の武器にも習熟する可能性もある。クレリックは、しばしば信仰と献身の象徴として、神の象徴である武器を振るう。クレリックはあらゆる鎧や盾を使用できる。

### Dungeons & Dragons第4版
『D&D第4版』では「クレリック」はコア・クラスの一つであり、役割は指揮役であり、「信仰」のパワー源を持つ。彼らのパワーは主に治癒、防御、そして支援に関するものである。しかし、ほとんどの第4版クラスと同様に、クレリックはレベルに応じて標準的な数の攻撃パワーを獲得する。また、他の第4版クラスと同様に、攻撃パワーには一般的にダメージを与える能力が含まれる。ウィザードと同様に、クレリックはボーナス特技「Ritual Caster」を獲得する。
『PHB』には、攻撃、近接戦闘、筋力に基づくパワーに重点を置いた「Battle Cleric」と、サポート、遠距離戦闘、判断力に基づくパワーに重点を置いた「Devoted Cleric」の2つのビルドが紹介されている。クレリックの筋力と判断力に基づくパワーの多くには、魅力に関連する二次的な効果がある。
クレリックはパラディンのように、クラス機能「Channel Divinity」を持っており、アンデッド退散や神特有のパワーを含む複数の機能にそれを使用できる。
『PHB』には、4つのCleric paragon paths(「Angelic Avenger」、「Divine Oracle」、「Radiant Servant」、「Warpriest) が含まれている。

#### Dungeons & Dragons Essentials
エッセンシャルズ・ルールブック『ヒーローズ・オヴ・ザ・フォールン・ランズ 墜ちた地の勇者（Heroes of the Fallen Lands）』では、「Warpriest」というクレリックの再編集版が紹介された。

### Dungeons & Dragons第5版
「クレリック」は、第5版『PHB』にコア・クラスとして収録されている。プレイヤーはクレリックキャラクターを作成する際に、7つの「信仰の領域（Divine Domain）」（知識、生命、光、自然、嵐、欺き、戦）から1つを選択する。これらに加えて、『ダンジョン・マスターズ・ガイド（『DMG』）』の悪役クラスオプションには「死の領域」が含まれている。
第5版の発売以降、いくつかのソースブックが信仰の領域の選択肢を増やしてきた。『ソード・コースト・冒険者ガイド（Sword Coast Adventurer's Guide）』（2015）では、「秘術の領域」が追加された。『ザナサーの百科全書（Xanathar's Guide to Everything）』 （2017）では、「鍛冶」と「墓場」の領域が追加された。『Guildmasters' Guide to Ravnica』（2018）では、新領域「規律」が追加され、その後『ターシャの万物釜（Tasha's Cauldron of Everything）』（2020）で2つの新しい領域「平和」と「黄昏」と共に再録された。
それぞれの領域は、クレリックに異なるデフォルトの領域呪文を与える。「知識」は学習と理解を重視し、「生命」は治癒を重視し、「光」は復活と再生を重視し、「自然」は自然界の保護を重視し、「嵐」は自然界の力を重視し、「欺き」は物事を揺さぶり、混乱させることを重視し（善悪を問わず）、そして「戦」は神の信仰のために戦うことを重視する。『DMG』の「死の領域」は邪悪なキャラクター向けで、死、死霊術、そしてアンデッドに焦点を当てている。拡張された領域オプションリストには、神の力と魔法を融合させる「秘術」、創造と武器の強化に焦点を当てた「鍛冶」、生命のバランスを保ちアンデッドを滅ぼすことに焦点を当てた「墓場」、そして社会と法への規律と献身を表す「規律」が含まれる。
クレリックは呪文リストを全て把握している呪文の使い手だが、1日に準備できる呪文の数は、レベルと「判断力」修正値に等しい数に限られる。彼らは第4版から「神性伝導（Channel Divinity）」という能力を持っており、選択した領域に応じて効果が異なる。

## キャンペーン・セッティング

### ダーク・サン
ダーク・サンに神は存在しないため、クレリックは元素界から直接力を得る。

## 評価
Screen Rantは、第5版の12コア・クラスの中で、クレリックを3番目に強力なクラスと評価した。
The Gamerは、『ザナサーの百科全書』に登場する32の新キャラクター・オプションの中で、第5版のクレリックのサブクラス「墓場の領域」を「13の素晴らしいサブクラス」の1つとして紹介している。
FiveThirtyEightのGus Wezerekによる第5版のレポートでは、2017年8月15日から9月15日までに、プレイヤーがD&D Beyondで作成したキャラクター10万人あたりのクラスと種族の組み合わせの内、クレリックは合計9,009で5番目に多かったと報告した。最も一般的な種族の組み合わせはヒューマン（2,339）で、次いでドワーフ（2,199）、エルフ（921）であった。